# 2959 Scholl
2959 Scholl (1983 RE2) là một tiểu hành tinh nằm phía ngoài của vành đai chính được phát hiện ngày 4 tháng 9 năm 1983 bởi E. Bowell ở Flagstaff (AM). Nó được đặt theo tên nhà thiên văn học Đức Hans Scholl.
Nó là tiểu hành tinh có thể gây nguy hiểm cho Trái Đất xếp hạng thứ 67 theo NASA. NASA cho rằng 2959 Scholl có thể đấn gần Trái Đất 75.000 dặm vào ngày 21 tháng 5 năm 2017.